# Quai 21
Le Quai 21 (en anglais Pier 21) est un ancien terminal maritime, transformé en Musée canadien de l'immigration du Quai 21, situé à Halifax en Nouvelle-Écosse.
Construit en 1926, le lieu a été reconnu en tant que Lieu historique national du Canada en 1997.
Il a été la principale installation portuaire d'immigration au Canada après la première guerre mondiale et juste après la deuxième guerre mondiale.

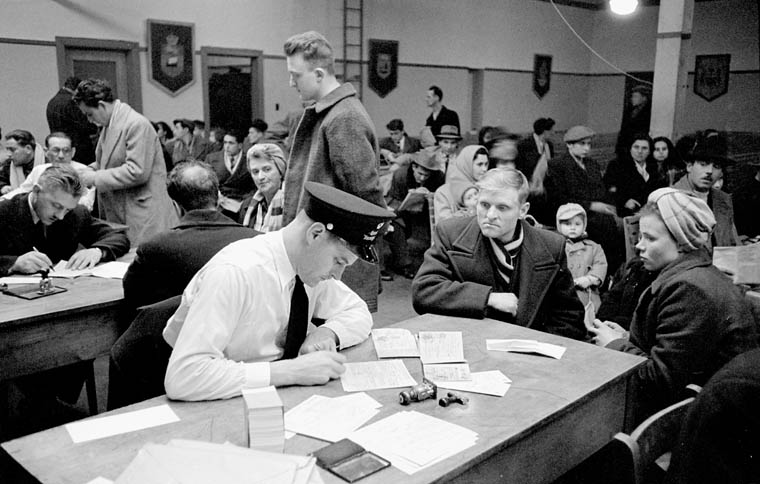
Nouveaux arrivants dans le hall du Quai21 dans les années 1950